# Île Diego
Diego (en espagnol : Isla Diego) est une île du Chili. 

## Géographie
Elle se situe dans le Sud-Ouest du Chili et est entièrement rocheuse.